# Vaxi
Vaxi är ett släkte av fjärilar. Vaxi ingår i familjen Crambidae.
Kladogram enligt Catalogue of Life:
| Vaxi | \| \| Vaxi jonesella \| \| \| \| \| \| Vaxi obliqua \| \| \| \| |
|      | \| \| Vaxi jonesella \| \| \| \| \| \| Vaxi obliqua \| \| \| \| |
|      | Vaxi jonesella                                                  |
|      |                                                                 |
|      | Vaxi obliqua                                                    |
|      |                                                                 |